# 加勒比九棘鱸
加勒比九棘鱸又名加勒比九刺鮨，為輻鰭魚綱鱸形目鱸亞目鮨科的其中一種，分布於西大西洋區，從美國北卡羅萊納州至加勒比海、墨西哥灣海域，棲息深度可達170公尺，體長可達42.6公分，棲息在珊瑚礁區，為底棲性魚類，屬肉食性，以魚類為食，可做為食用魚，有雪卡魚毒的報告。

## 擴展閱讀
維基物種上的相關：加勒比九棘鱸